# Amtsgericht Bad Arolsen
Das Amtsgericht Bad Arolsen (AG Bad Arolsen) war ein Gericht der ordentlichen Gerichtsbarkeit in Bad Arolsen im Landkreis Waldeck-Frankenberg (Hessen).

## Geschichte
In der Grafschaft Waldeck erfolgte die erstinstanzliche Rechtsprechung auf Ebene der Ämter und Niedergerichte. Das Organisationsedikt von 1814, das 1816 noch eine Abänderung erfuhr, führte zu einer Trennung von Justiz und Verwaltung. Die Grafschaft Waldeck wurde in vier Oberämter und entsprechend vier Gerichtsbezirke gegliedert. Das Oberjustizamt Twiste mit Sitz in Arolsen war damit gegründet. Der Landesvertrag vom 19. April 1816 definierte in §1 Ziffer den räumlichen Aufgabenbereich das Oberjustizamtes Twiste mit den ehemaligen Ämtern Amt Arolsen (ohne Schmillinghausen, Herbsen und Hörle), Amt Landau (ohne Strote und Mengeringhausen) und Amt Wetterburg. An der Spitze des Oberjustizamtes stand ein Oberjustizbeamter.
In Waldeck wurden mit der Justizreform von 1848/1849 in jedem der nun drei Landkreise jeweils ein Kreisgericht gebildet. Das Kreisgericht Arolsen war zuständig für den Kreis der Twiste. Mit dem Akzessionsvertrag mit Preußen vom Oktober 1867 ging zum 1. Januar 1868 die Verantwortung für das Justizwesen in Waldeck an Preußen über. Die Kreisgerichte wurden 1869 in Amtsgerichte umgewandelt. Das übergeordnete Obergericht Arolsen wurde geschlossen und das Kreisgericht Arolsen übernahm die Funktion der zweiten Instanz.
Am 31. Dezember 2011 wurde das Amtsgericht Bad Arolsen gemäß Beschluss des hessischen Landtags vom 15. September 2011 aufgelöst. Hintergrund ist ein Beschluss im Rahmen des Projektes Konsolidierung und Kompensation (KuK) des Hessischen Justizministeriums vom Juni 2010. Die örtliche Zuständigkeit wurde dem Amtsgericht Korbach übertragen.

## Gerichtssitz und -bezirk
Der Sitz des Gerichtes war in Bad Arolsen in der Rauchstraße 7. Der Gerichtsbezirk des Amtsgerichts Bad Arolsen umfasste die Städte und Gemeinden Bad Arolsen, Diemelstadt, Twistetal und Volkmarsen (jeweils inklusive aller Stadt- und Ortsteile).

## Übergeordnete Gerichte
Dem AG Bad Arolsen übergeordnet war das Landgericht Kassel. Im weiteren Instanzenzug waren das Oberlandesgericht Frankfurt am Main sowie der Bundesgerichtshof übergeordnet.

## Richter
- Friedrich Waldeck (1830–1891)
- Robert Waldeck (1837–1913)

## Gebäude
Sitz des Amtsgerichtes war ein denkmalgeschütztes spätklassizistisches Gebäude in Bad Arolsen. Es wurde im Jahre 1852 nach den Plänen von Baurat Wilhelm Braß erbaut.